# Вольное (Каменец-Подольский район)
Вольное (укр. Вільне) — село в Каменец-Подольском районе Хмельницкой области Украины.
Население по переписи 2001 года составляло 187 человек. Почтовый индекс — 32360. Телефонный код — 3849. Занимает площадь 0,486 км².

## Местный совет
32360, Хмельницкая обл., Каменец-Подольский р-н, с. Слободка-Рыхтовская